# GNU RCS
GNU RCS (en anglais : Revision Control System) est un logiciel de gestion de versions développé en 1982 par Walter F. Tichy.
Cet outil de première génération est aujourd'hui remplacé par des systèmes de contrôle des versions centralisés comme CVS et SVN, ou plus récemment par des systèmes distribués comme Git, Darcs, monotone ou Mercurial, tous plus adaptés à la gestion du code source. RCS reste cependant utile dans des scénarios de révisions plus classiques.

## Historique

### Université Purdue
RCS est donc à l'origine un projet universitaire, initié au début des années 1980, et maintenu pendant plus d'une décennie par Walter F. Tichy au sein de l'université Purdue.
Ce logiciel représente à l'époque une alternative libre au système SCCS, et une évolution technique, notamment par son interface utilisateur, plus conviviale, et une récupération des données, plus rapide, par l'amélioration du stockage des différentes versions. Ce gain de performance provient d'un algorithme appelé en anglais « reverse differences » (ou plus simplement « deltas ») et consiste à stocker la copie complète des versions les plus récentes et conserver uniquement les changements réalisés.

### Outils
Eric Raymond a contribué au développement d'un outil de conversion capable de récupérer dans RCS l'historique de versions SCCS. RCS propose par ailleurs un certain nombre de commandes mais peut également s'utiliser avec GNU Emacs à l'aide du mode VC, une interface Emacs pour RCS/SCCS/CVS développée par Eric Raymond et améliorée par son auteur en 2008 avec le support de Git.

### Projet GNU
L'université Purdue poursuit la maintenance du projet sous la bannière GNU à compter de 1995. RCS devient un projet GNU, certainement pour trouver un nouveau mainteneur, et réalise la version 5.7 courant 1995. Le projet entame par la suite une longue période d'inactivité, puis se relance quinze ans plus tard avec l'annonce d'une nouvelle version test le 27 septembre 2010.
La version stable 5.8 sort fin août 2011 sous licence GPLv3+.

## Caractéristiques
RCS utilise GNU Diffutils pour retrouver les différences entre versions.
GNU RCS est adapté aux révisions d'une seule unité d'information, habituellement un document contenant du code source mais également différentes ressources documentaires. Il automatise le rangement, le rappel, l'identification, et la fusion des révisions. RCS est utile pour du texte qui doit être révisé fréquemment, par exemple le code source d'un logiciel, de la documentation, des procédures, des modèles de lettre ou des fichiers de configuration. RCS est aussi capable de gérer des fichiers binaires. Les révisions sont rangées à l'aide de l'utilitaire GNU diff.
Parce qu'il opère sur un fichier unique, il n'est pas vraiment adapté à de gros projets, mais il permet à de multiples usagers de travailler simultanément sur un fichier. Il fut remplacé par CVS plus adapté à de gros projets. CVS était à l'origine bâti sur RCS. Cependant, CVS, SVN et autres sont bien lourds pour gérer des fichiers uniques, puisqu'ils nécessitent une étape de configuration. RCS a encore toute son utilité, partout où l'on ne gère que peu de fichiers. Un exemple concret est l'archivage de fichiers de configuration (ex. /etc/).